# Saccolabiopsis rectifolia
Saccolabiopsis rectifolia là một loài thực vật có hoa trong họ Lan. Loài này được (Dockrill) Garay miêu tả khoa học đầu tiên năm 1972.